# Aleksandropolis Port
Aleksandropolis Port (grecki: Σιδηροδρομικός Σταθμός Λιμένα Αλεξανδρούπολης) – stacja kolejowa w Aleksandropolis, w regionie Macedonia Wschodnia i Tracja, w Grecji. Położona jest w centrum miasta, tuż przy porcie. Została otwarta w 1874 roku i jest obsługiwana przez pociągi lokalne OSE do miejscowości Dikaia,  z przerwami także przez greckie Intercity i lokalne, grecko-bułgarskie pociągi do Swilengradu. W latach 2005–2011 przez stację przejeżdżał pociąg nr 444/81021, czyli ,,Ekspres Przyjaźni" (tur.: Dostluk Ekspresi, gr: Εξπρές Φιλίας, Exprés Filías) relacji Saloniki – Istambuł. Stacja funkcjonuje jako tor ślepy, oddalony o około 500 metrów od szlaku, toteż składy podstawiane są tyłem. Aleksandropolis Port to aktualnie jedyna stacja kolejowa w mieście, gdy dawniej działała również, zlokalizowana na obrzeżach miasta, za to przy międzynarodowej trasie kolejowej, stacja Kirki (Κίρκη).

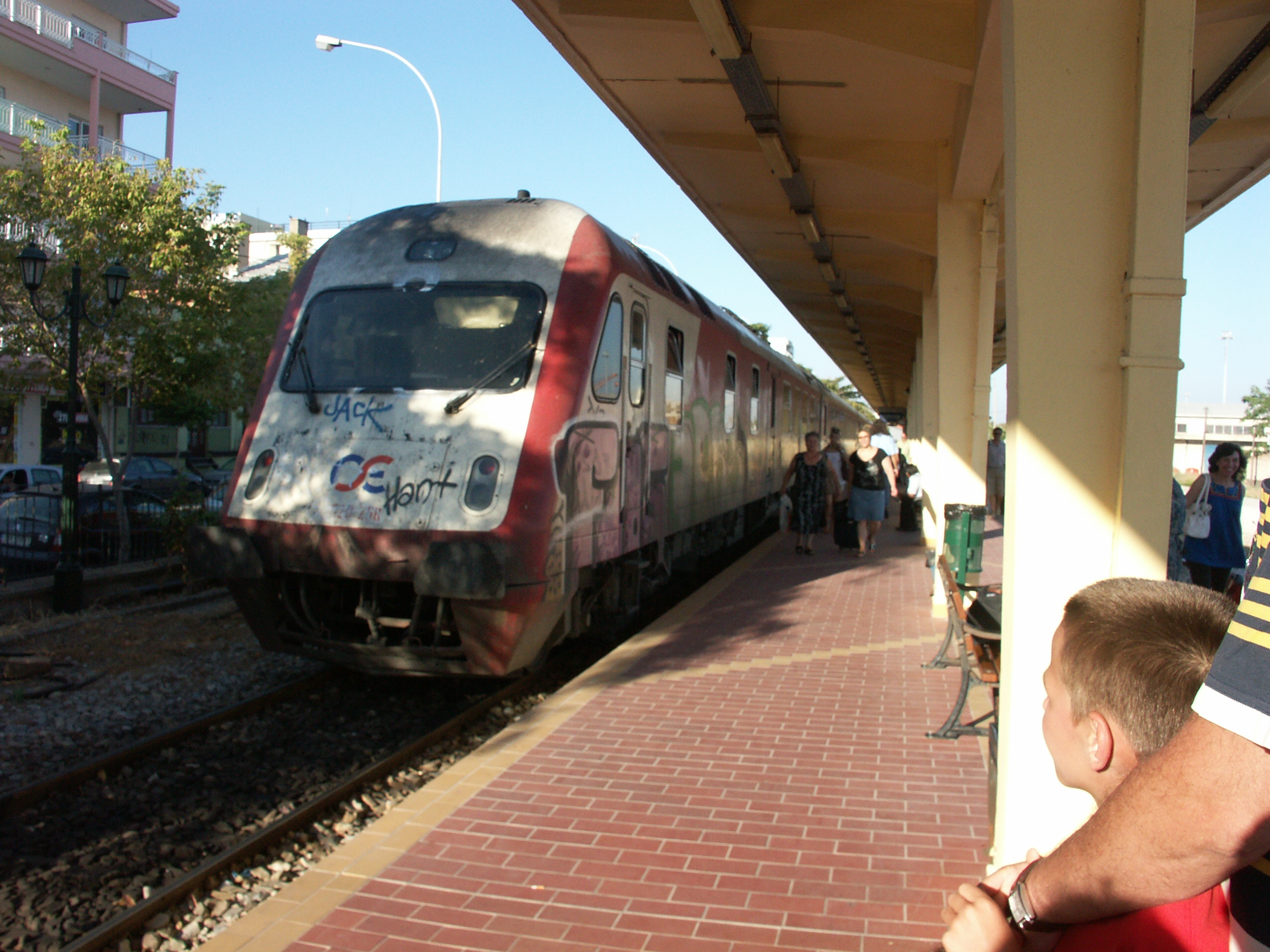
Spalinowy Zespół Trakcyjny DE-IC 2000N stoi na stacji końcowej Aleksandropolis Port po przyjeździe z Salonik.

## Linie kolejowe
- Saloniki – Aleksandropolis − linia niezelektryfikowana i jednotorowa
- Aleksandropolis – Swilengrad − linia niezelektryfikowana i jednotorowa